# Alunda landskommun
Alunda landskommun var tidigare en kommun i Uppsala län.

## Administrativ historik
Den 1 januari 1863, när kommunalförordningarna började tillämpas, skapades över hela riket cirka 2 500 kommuner, varav 89 städer, 8 köpingar och resten landskommuner.
Då inrättades i Alunda socken i Olands härad i Uppland denna kommun.
1952 genomfördes den första av 1900-talets två genomgripande kommunreformer i Sverige. Denna kommun uppgick då i Olands landskommun som 1974 upplöstes då detta område fördes till Östhammars kommun.

## Politik

### Mandatfördelning i Alunda landskommun 1938-1946
| 8 | 2 | 9 | 3 | 3 |

| 23 |

| 10 | 4 | 11 |

| 24 |

| 10 | 4 | 11 |

| 24 |